# Domingo Salvador Castagna
Domingo Salvador Castagna (General La Madrid, Buenos Aires, 12 de janeiro de 1931) é um clérigo católico argentino, atual arcebispo emérito de Corrientes.

## Biografia
Estudou no Seminário Metropolitano de Buenos Aires e foi ordenado sacerdote em dezembro de 1955. Foi vigário do Santuário de Nossa Senhora de Luján na Capital Federal, depois no de Pilar e na Santa Eucaristia. Foi para a diocese de Rafaela com seu primeiro bispo, Vicente Faustino Zazpe, do qual foi secretário. Após estudar por três anos na Pontifícia Universidade Lateranense de Roma e no Instituto Lumen Vitae em Bruxelas, retornou a Buenos Aires, onde foi professor de teologia na Universidad del Salvador e na Universidade Católica da Argentina. Foi vigário na paróquia Imaculada Conceição, no bairro de Belgrano. Foi pároco da paróquia da Sagrada Família e da igreja do mosteiro de Santa Catalina de Siena; com esta nomeação, foi nomeado diretor do Conselho Pastoral Arquidiocesano.
Em 24 de novembro de 1978, foi nomeado bispo titular in partibus infidelium de Germania de Numidia e bispo auxiliar da arquidiocese de Buenos Aires. Foi consagrado bispo um mês depois pelo Cardeal Juan Carlos Aramburu. Foi representante da Igreja Católica na Comissão Nacional Justiça e Paz e membro da Equipe Episcopal de Pastoral Social.
Em 28 de agosto de 1984, foi nomeado bispo de San Nicolás de los Arroyos. Foi presidente da Comissão Episcopal de Ministérios, da Conferência Episcopal Argentina e da Comissão Episcopal de Vida Consagrada.
Durante seu mandato nasceu a devoção à Virgem do Rosário de San Nicolás, nascida da revelação que uma mulher da cidade, Gladys Quiroga, teria recebido. O bispo criou uma comissão de investigação para avaliar o estado psiquiátrico da mulher, que concluiu que ela não apresentava nenhuma anormalidade. Castagna começou a presidir uma celebração mensal no "Campito de la Virgen", e logo começou a construção de um santuário para ela.
Modificou a estrutura das visitas pastorais às paróquias de sua diocese, fixando-se uma ou duas semanas em cada paróquia e reunindo-se com o maior número de pessoas possível. Dirigiu a instalação de um convento para as Carmelitas Descalças, o Seminário Diocesano e a Escola de Pastoral para diáconos permanentes, a Associação das Irmãs do Santuário da Virgem de San Nicolás e promoveu a beatificação de Irmã María Crescencia Pérez.
Chamou a atenção a homilia proferida na fábrica da Somisa durante a crise da sua privatização, em plena greve, na qual declarou que a conveniência ou não da privatização era uma questão técnica que cabia aos técnicos de economia resolver, mas pediu que se levasse em conta que o homem está acima do capital. Em apenas alguns meses, os funcionários da fábrica diminuíram de 13.000 para 4.000, deixando 9.000 novos desempregados nas cidades de San Nicolás e Ramallo.
Em 22 de junho de 1994, foi nomeado Arcebispo de Corrientes, tomando posse em 27 de agosto. É membro da Comissão de Liturgia e delegado dos Congressos Eucarísticos da Conferência Episcopal Argentina e presidente do Departamento para a Vida Consagrada da Conselho Episcopal Latino-Americano (CELAM).
Sua renúncia ao cargo de arcebispo por motivos de idade foi aceita pelo Papa Bento XVI em 27 de setembro de 2007 e, desde então, Castagna continua a residir na cidade de Corrientes e atua ativamente como arcebispo emérito.